# Чичайкина, Софья Андреевна
Со́фья Андре́евна Чича́йкина (род. 6 ноября 2001, Тольятти, Самарская область) — российская пловчиха, мастер спорта, неоднократный призёр чемпионата России.

## Биография
Плаванием начала заниматься в тольяттинском спорткомплексе «Олимп» в 2008 году. Первым тренером была Светлана Игнатова, в дальнейшем тренировалась у Людмилы Сафоновой.
В 2015 году, в возрасте 14 лет впервые отобралась на взрослый чемпионат страны. Первую медаль чемпионата завоевала два года спустя. В том же 2017 году дебютировала на первенстве Европы. В 2018 году завоевала несколько медалей первенства Европы среди юниоров, получила ряд предложений от скаутов, в том числе из США.
В 2019 году окончила тольяттинскую школу № 49, поступила в университет штата Нью-Джерси (США) им. Г. Рутгерса на IT-специалиста, где получила спортивную стипендию, а также бесплатные обучение, проживание, бассейн и экипировку. После введения карантинных ограничений в ходе пандемии COVID-19 вернулась в Тольятти, продолжая обучение в США в дистанционном формате.
Выступает за ЦСКА (Самара).

## Достижения
Многократный призёр первенств России среди девушек и юниорок.
2017 год:
- Чемпионат России:
  - эстафета 4×200 м в/с[5] — ,
  - 400 м комплекс[2][5] — .
- чемпионат России на короткой воде:
  - эстафета 4×200 м в/с[2][6] — .

2018 год:
- Чемпионат России:
  - эстафета 4×100 м в/с[7] — 
  - 4×200 м в/с[7] — ;
  - 400 м комплекс[8][7] — ;
- Чемпионат России на короткой воде:
  - эстафета 4×200 м в/с[9] — ;
  - эстафета 4×100 м в/с[9][10] — ;
- Первенство Европы среди юниоров:
  - эстафета 4×100 м в/с[11][12] — ;
  - cмешанная комбинированная эстафета 4х100 м[13][11][12] — ;
  - cмешанная эстафета 4×100 м вольный стиль[13][11][12] — ;
  - эстафета 4×200 м в/с[11][12] — ;
  - комбинированная эстафета 4×100 м[11][12] — .
- Первенство России среди юниоров:
  - 50 м в/с[14], 100 м в/с[15], 200 м комплекс[16] — ;
  - 200 м в/с[17], 400 м комплекс[18], эстафета 4×100 м в/с[19], эстафета 4×200 м в/с[20] — .

2019 год:
- Чемпионат России:
  - 200 м баттерфляй, эстафета 4×200 м в/с[2][21] — .

2020 год:
- Чемпионат России
  - 200 м баттерфляем[2][22] — .